# Manolo Monterrey
Manuel „Manolo“ Dagoberto Alemán Monterrey (* 10. März 1914 in Santa Clara; † 25. August 1997 in Caracas) war ein venezolanischer Sänger und Komponist kubanischer Herkunft.
Monterrey trat bis zu seinem 24. Lebensjahr in Kuba auf. 1938 zog er nach Venezuela und gründete in Caracas ein Trio, mit dem er kubanische Musik aufführte. Auch als Komponist begann er in dieser Zeit zu arbeiten. Bekannt wurde er mit der Rundfunksendung El Cronista Pildorín, die er mit Víctor Saume realisierte. Mit Marucha Henríquez, die als „Perla Negra“ bekannt war, gründete er das erfolgreiche Duo La Perla Negra y Manolo.
1942 holte ihn Luis Alfonzo Larrain in sein Gran Orquesta de Baile, dem u. a. auch Ada Alba, Carmen Chirinos, Flor Díaz, Trino Finol, Luisín Landáez, Marco Tulio Maristani, Kiko Mendive, Graciela Naranjo, Juanito Renot, Rafa Robles, Elio Rubio, Leo Rodríguez, Hilda Salazar, Mario Suárez, Carlos Torres, Tony Camargo und Orlando Vallejo angehörten. Als Komponist war er erfolgreich mit dem Song Te caigo a tiros in der Version von Luisín Landáez.
1945 schloss sich Monterrey als Nachfolger von Victor Pérez den Caracas Boys von Billo Frómeta an, denen er bis zur Auflösung der Gruppe 1956 angehörte. Daneben trat er zwischen 1945 und 1956 in Programmen wie A Gozar Muchachos, Refresco Musical Coca Cola, La Canción Palmolive, Gran Reserva Musical, Fiesta Fabulosa, Variedades Esso und La Caravana Camel auf. 1957 gründete er mit Rafa Galindo und Stelio Bosch die Gruppe Los Guaracheros de Manolo, mit der er eine Tournee durch Mittelamerika unternahm.
Nach Auflösung dieser Gruppe schloss er sich Chucho Sanojas Orquesta de Solistas an, wo er im Wechsel mit Sängern wie Nelson Pinedo, Kiko Mendive, Pipo Rivas, Daniel Montesdeoca, Baldomero León, Yeyo, Alci Sánchez, Elisa Soteldo, Rafa Galindo, Chico Salas, Víctor Piñero, Víctor Pérez, Héctor Barinas, Alberto Beltrán, Tony Camargo und Paula Bellini auftrat. 1962 holte ihn der Impresario Renato Capriles zur Guaracha-Gruppe Los Melódicos.